# Matilda Eriksson Kristell
Matilda Gry Margareta Eriksson Kristell, född 11 maj 2002 i Malmö, är en svensk fotbollsspelare, som representerar Malmö FF.

## Biografi
Eriksson Kristell kom till Malmö FF från IK Uppsala inför säsongen 2024. Hon har även varit uttagen till U23-landslaget.